# Economidichthys trichonis
Economidichthys trichonis és una espècie de peix de la família dels gòbids i de l'ordre dels perciformes.

## Morfologia
- Els mascles poden assolir 3 cm de longitud total i les femelles 2,7 (és el peix d'aigua dolça més petit de tot Europa).
- Nombre de vèrtebres: 30-31.[4][5]

## Reproducció
Té lloc des del febrer fins al maig.

## Alimentació
Menja invertebrats.

## Hàbitat
És un peix d'aigua dolça, de clima temperat i demersal.

## Distribució geogràfica
Es troba a Europa: llacs Trichonis i Lyssimachia (sud-oest de Grècia).

## Estat de conservació
Es troba amenaçat d'extinció a causa de la contaminació de l'aigua, l'extracció d'aigua i la pesca d'arrossegament.

## Observacions
És inofensiu per als humans.